# Eupithecia castiliana
Eupithecia castiliana är en fjärilsart som beskrevs av Karl Dietze 1910. Eupithecia castiliana ingår i släktet Eupithecia och familjen mätare. Inga underarter finns listade i Catalogue of Life.